# آلن رولینسن
آلن رولینسِن (انگلیسی: Alan Rollinson؛ زادهٔ ۱۵ مهٔ ۱۹۴۳ در والسال، استافوردشر، درگذشتهٔ ۲ ژوئن ۲۰۱۹) رانندهٔ مسابقات اتومبیل‌رانی فرمول یک اهل بریتانیا بود که در فصل ۱۹۶۵ در مجموع در یک گراند پری شرکت کرد، اما موفق به کسب هیچ امتیازی نشد.
رولینسن در ۲ ژوئن ۲۰۱۹ بر اثر ابتلا به سرطان درگذشت.